# Golf alla XXIX Universiade
Le gare di golf della XXIX Universiade si sono svolti al Sunrise Golf & Country Club di Taipei, in Taiwan, dal 24 al 26 agosto 2017.

## Podi

### Uomini
| Evento           | Oro                                            | Argento                                                                 | Bronzo                                           |
| Gara individuale | Raul Pereda de la Huerta                       | Kazuki Higa                                                             | Liu Yung-hua Yu Chun-an                          |
| Gara a squadre   | Giappone Kazuki Higa Daiki Imano Takumi Kanaya | Messico Luis Gerardo Garza Morfin Álvaro Ortiz Raul Pereda de la Huerta | Taipei Cinese Liu Yung-hua Lai Chia-i Yu Chun-an |

### Donne
| Evento           | Oro                                                   | Argento                                            | Bronzo                                         |
| Gara individuale | Mariel Galdiano                                       | Chen Hsuan Hou Yu-sang                             | Non assegnato                                  |
| Gara a squadre   | Stati Uniti Mariel Galdiano Emilee Hoffman Andrea Lee | Taipei Cinese Chen Chih-min Chen Hsuan Hou Yu-sang | Corea del Sud An Su-bin Kim Ah-in Kim Chae-bin |

## Medagliere
| Pos.  | Paese         |   |   |   | Totale |
| ----- | ------------- | - | - | - | ------ |
| 1     | Stati Uniti   | 2 | 0 | 0 | 2      |
| 2     | Giappone      | 1 | 1 | 0 | 2      |
| 2     | Messico       | 1 | 1 | 0 | 2      |
| 4     | Taipei Cinese | 0 | 3 | 3 | 6      |
| 5     | Corea del Sud | 0 | 0 | 1 | 1      |
| Total | Total         | 4 | 5 | 4 | 13     |